# Жанібек (Жанібецький район)
Жанібе́к (каз. Жәнібек) — село, центр Жанібецького району Західноказахстанської області Казахстану. Адміністративний центр та єдиний населений пункт Жанібецького сільського округу.
У радянські часи село називалось Джанибек і мало статус смт.
Населення — 7586 (2021; 7460 у 2009, 7580 у 1999, 8121 у 1989).